# Unfaithful to His Trust
Unfaithful to His Trust è un cortometraggio muto del 1915 diretto da Kenean Buel e interpretato da Alice Joyce e James B. Ross.

## Trama
Trama e critica su Stanford University.

## Produzione
Il film fu prodotto dalla Kalem Company.

## Distribuzione
Il film - un cortometraggio in due bobine - venne distribuito nelle sale il 15 marzo 1915 dalla General Film Company.